# Sovetskoe (Territorio dell'Altaj)
Sovetskoe (in russo Советское?) è un villaggio del settore meridionale della Siberia Occidentale situato nel Territorio dell'Altaj,  in Russia. È il centro amministrativo del distretto Sovetskij. 
La località si trova 205 km a sud-est della capitale Barnaul sul fiume Kamenka.